# Manzana (unidad de superficie)

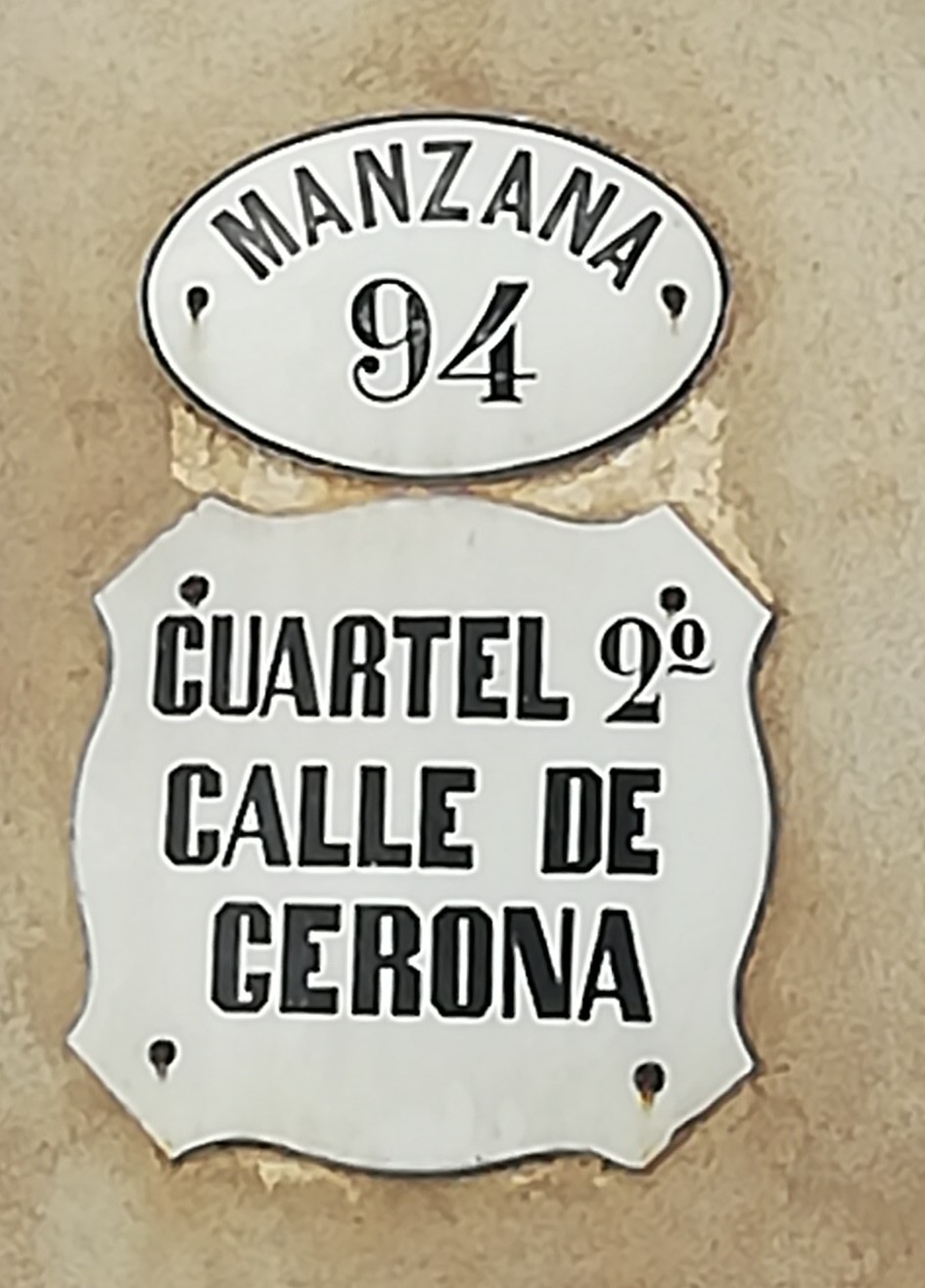
Rótulo en San Felíu de Guixols, España

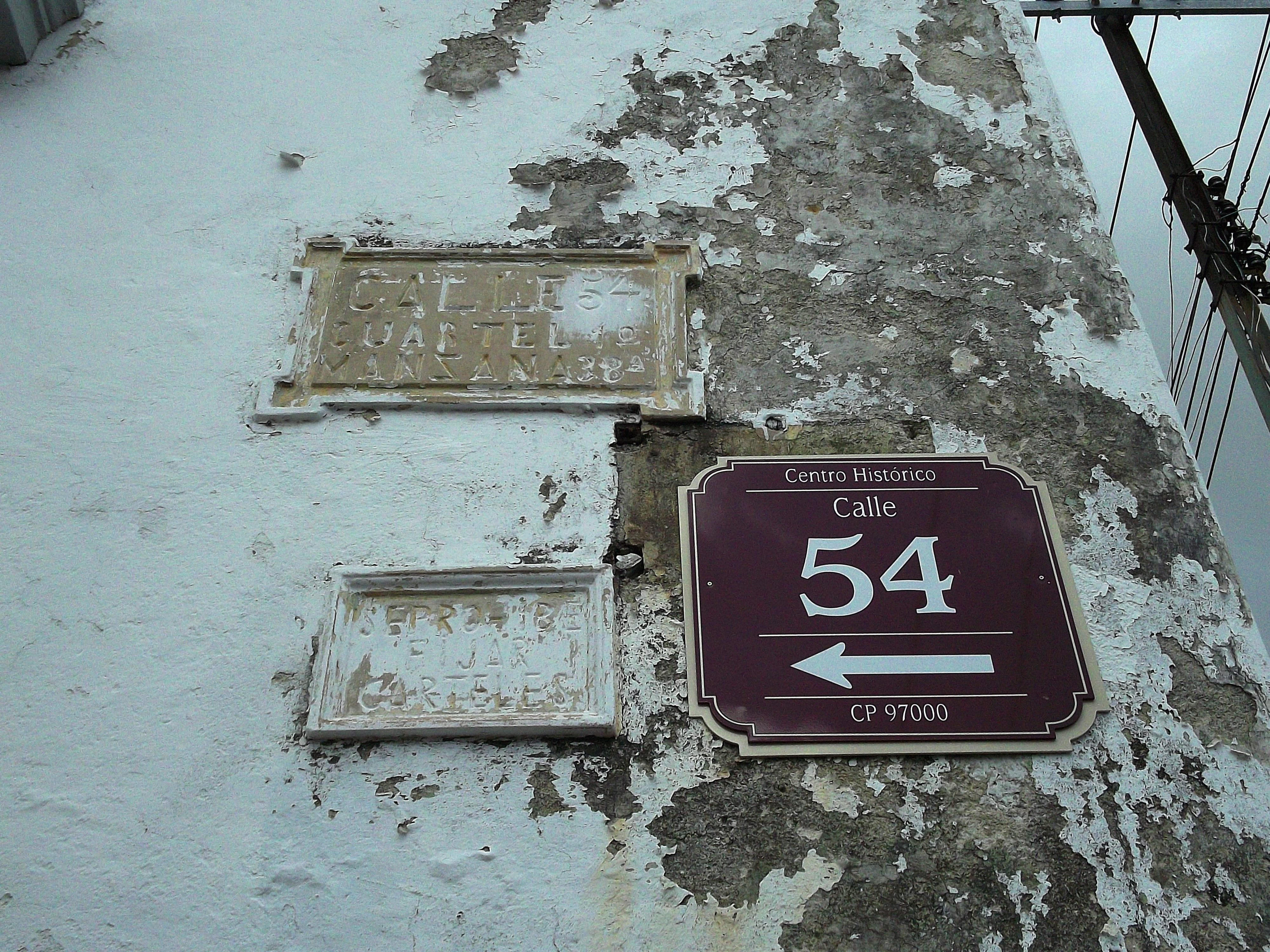
Antiguamente la ciudad de Mérida, Yucatán, se dividía en cuatro cuarteles y estos a su vez en manzanas. En este caso las calles 54, 56, 47 y 49 limitan la manzana 32.ª, perteneciente al cuartel 1º.

La manzana, como medida de superficie, es un área correspondiente a un cuadrado de 100 varas, es decir 10 000 v² (10 000 varas cuadradas).
Las manzanas, siendo medidas históricas heredadas al Imperio, acabaron siendo adaptadas al sistema métrico con ciertas variaciones por varios de los países sucesores.  Así por ejemplo, si bien la manzana salvadoreña desde luego contiene 10,000 varas², su área corresponde a 6,988.96 m², ya que la vara salvadoreña que corresponde a 0.835464 metros, lo que equiveale a 1 vara cuadrada = 0.698896 metros cuadrados.
La vara es una medida española que corresponde a 0,83965 metros, elevando al cuadrado dicha igualdad equivale a 1 vara cuadrada = 0,705012 metros cuadrados. 
La manzana (10 000 v²), por tanto es de una superficie equivalente a 7050,12 m² o 0,705012 ha; para fines de cálculo se usa 1 mz = 0,70 ha.
Durante la fundación de las ciudades españolas en Hispanoamérica, las construcciones se erigían dentro de cuadrados de 100 varas por lado; en cada lado se dejaba espacio para una calle; a este espacio es lo que se llamó manzana (nótese que es el mismo concepto y la misma medida que la manzana como medida de superficie agraria). 
| Medida                        | Equivalencia                                               |
| ----------------------------- | ---------------------------------------------------------- |
| Una manzana                   | 10 000 varas cuadradas                                     |
| Una manzana                   | 7050,12 m²                                                 |
| Una manzana salvadoreña       | 6,988.96 m²                                                |
| Una manzana                   | 0,705012 ha (para fines de cálculo se usa 1 mz = 0,70 ha.) |
| Una manzana salvadoreña       | 0.698896 ha                                                |
| Una manzana                   | 1,74 acres                                                 |
| Una vara                      | 0,83965 metros                                             |
| Una vara salvadoreña          | 0.835464 metros                                            |
| Una vara cuadrada             | 0,705012 m²                                                |
| Una vara cuadrada salvadoreña | 0.698896 m²                                                |

Coloquialmente, como una reminiscencia colonial se llama manzana al área delimitada por cuatro calles sin importar la longitud de las calles ni la figura que estas hagan, siendo el origen del término, probablemente, francés.